# 藤原道長
藤原 道長（ふじわら の みちなが、康保3年〈966年〉- 万寿4年12月4日〈1028年1月3日〉）は、平安時代中期の公卿。藤原北家、摂政関白太政大臣・藤原兼家の五男。後一条天皇・後朱雀天皇・後冷泉天皇の三帝の外祖父。

## 概要
関白・藤原兼家の五男に生まれる。兼家の死後に摂関を継いだ兄の道隆・道兼が病で相次いで没すと、道隆の嫡男・伊周との政争に勝って内覧に就任して政権を掌握。さらに、長徳2年（995年）長徳の変で伊周が失脚すると、左大臣に昇った。当時、一条天皇には既に中宮・藤原定子がいたが、道長は娘の彰子を入内・立后させ一帝二后を実現させている。
次代の三条天皇には次女の妍子を中宮に立てる。しかし、妍子が皇子を産まなかったことで生じた天皇との確執や天皇の眼病により政務が停滞したため、道長は再度に亘って天皇に譲位を迫り、受け入れさせた。一条・三条朝において、道長は摂関に就任せず内覧のまま過ごし、一上（首席公卿）として廷臣を率いて公事・政務を奉行。その権勢は摂政・関白と異ならずと評され、のちに御堂関白と呼ばれた。
長和5年（1016年）彰子の産んだ後一条天皇の即位により天皇の外祖父として道長は摂政となる。しかし、早くも翌年には摂政を嫡子の頼通に譲り、自身は太政大臣に就任した。後一条天皇には三女の威子を入れて中宮となし、「一家立三后」（一家三后）と驚嘆された。立后の日に道長が詠んだ望月の歌「この世をば 我が世とぞ思ふ 望月の 欠けたることも 無しと思へば」は、藤原氏九条流による摂関政治の絶頂を示すものとされる。
寛仁3年（1019年）出家するが、当時の貴族の常として篤く仏教に帰依しており、壮大な法成寺の造営に精力を傾けた。晩年は糖尿病を病み、万寿4年（1027年）薨逝。没後、彰子所生の後朱雀天皇、六女の嬉子所生の後冷泉天皇が相次いで即位し、道長は3代の天皇の外祖父となっている。
日記に『御堂関白記』があり、自筆本14巻が伝わっている。

## 生涯

### 生い立ち
村上朝末の康保3年（966年）摂関家の流れを汲む藤原兼家の五男として生まれる。村上朝の実力者であった祖父の右大臣・藤原師輔（九条流の祖）は既に天徳4年（960年）に没しており、師輔の兄にあたる藤原実頼（小野宮流の祖）が左大臣として太政官の首班に立っていた。
道長の母は摂津守・藤原中正の娘である時姫。兼家は色好みで多数の妻妾を抱えていたが、時姫は道隆・道兼・超子・詮子・道長の3男2女を産んでおり、正室として扱われていたとみられる。時姫は土御門大路北・西洞院大路東の1町に邸宅を持っていたことが知られており、ここが元は中正の家であったと想定される。中正の父は才識に富む能吏として清和朝から光孝朝にかけて活躍し中納言に昇った藤原山蔭。山蔭の学問を疎かにしない家風が保たれていたと思われる中正の家で、道長の人並み以上の才学が培われたか。なお、長兄の道隆は13歳年上であったため中正の家で一緒に過ごした期間は短かったはずだが、5歳上の道兼や4歳上の詮子とはある程度の期間一緒に暮らしていたと想定される。なお、この邸宅は天元3年（980年）に時姫が没した後は、代わりに兼家の正室的な役割を果たすことになった対御方（藤原国章の娘）と彼女が生んだ綏子が移り住んでおり、道隆や道兼が結婚して家を出て東三条殿が入内した超子・詮子の里邸として位置づけられる中、官に就いたばかりで未婚の道長が東三条殿と土御門西洞院の邸宅のいずれに住んでいたかは不明であるが、後者であれば異母妹・綏子とも同居していた時期があったことになる。

### 青年期
天元3年（980年）道長は従五位下に初叙。天元6年（983年）侍従、永観2年（984年）2月に右兵衛権佐に任ぜられる。
寛和2年（986年）既に58歳になっていた藤原兼家は外孫である春宮・懐仁親王の早期の即位を望んで、前年に女御・藤原忯子を喪って悲嘆に暮れていた花山天皇の退位を画策。兼家の三男の蔵人左少弁・道兼が花山天皇を唆して内裏から連れ出し出家させ、非合法に近い形でで花山天皇を退位させてしまった。この際に、道長は関白・藤原頼忠のもとに遣わされ、天皇の失踪を報告したともされる。（寛和の変）
花山天皇出家の翌日には直ちにわずか7歳の懐仁親王が践祚し（一条天皇）、兼家は外祖父として摂政に任じられる。執政の座に就いた兼家は息子らを急速に昇進させ、道長も同年中に三度の叙位を受けて従四位下・左近衛少将に、翌永延元年（987年）9月には従三位に叙せられ公卿に列した。同月、勅授帯剣を許されている。職務上帯剣を必要とする官職にない者が勅許によって帯剣を許されるという勅授帯剣は本来は親王と一世源氏（天皇の実子）の中でも限られた者にしか許されなかった。藤原基経が藤原氏として初めて許されて以降は一般の臣下に対しても勅許が出されるようになったが、道長のような非参議の者に許されるのは前例がなく、官位面で先を行く道隆や道兼にはこうした勅許が出された記録がないため、天皇の生母である姉・詮子の寵愛が関係していると想定される。
同年12月に、道長は2歳年上で当時の左大臣・源雅信の娘である倫子と結婚する。道長の兄・道綱が同じく雅信の娘と結婚していたことから、道長の倫子への求婚は道綱からの影響を受けたものである可能性もある。また、雅信は倫子を入内させる意向を持っていたため、当初は道長からの求婚を聞き入れようとしなかったが、倫子の母・藤原穆子が道長の将来性を買ってこの結婚の話を進めたとの話も伝わっている。一方で、雅信が倫子を入内させる気があれば年齢的に円融天皇に入内させても不自然ではないのにこの時までどの天皇にも入内させていないことや道綱の妻になった女性が倫子の妹とみられることから、そもそも入内の話を創作と考え、兼家と雅信の合意による政略結婚の可能性も指摘されている。道長は父の兼家の若い頃のように受領の娘を選ばず、いつかめぐってくるであろう摂関の地位に就く機会に備え、自らの運命を大きく切り開くために源氏の名門に賭け、父の摂政就任を経て自らの公卿昇進を求婚の好機として選んだ。
道長と源倫子は幸せな家庭を築き、翌永延2年（988年）には早くも長女の彰子が雅信の土御門殿で誕生、正暦3年（992年）長男の頼通、正暦5年（994年）次女の妍子、長徳2年（996年）次男の教道、長保元年（999年）三女の威子、寛弘4年（1007年）四女の嬉子と多くの子女が生まれている。
また、翌永延2年（988年）に安和の変で失脚した左大臣・源高明の娘である明子も妻とした。明子は高明の没後にまず盛明親王の養女となるが、のち藤原詮子に引き取られ厚く庇護されていた。明子に対して、道隆・道兼が詮子を訪ねては言い寄ろうとしたが、詮子の判断によって道長に機会を与えたとの逸話がある。この逸話の真実性は定かではないが、道長が詮子を介して明子に近づいたことは事実と想定される。道長が明子を選んだ理由については、身分的高貴さは当然ながら、姉によって愛護されている身近な存在であったことを踏まえると、多少の恋愛的要素が含まれていた可能性がある。そのころ読まれた物語に登場する薄幸に耐えて生きる美姫というのが、道長の明子に対するイメージであったかもしれない。一方、詮子は明子を幸せにしたいと心がけており、道長の夫人とし祖父の師輔が行おうとしていた藤原氏と源氏の共同政治を実現させたいとの思いと、明子の父・源高明に対する藤原氏一族の罪滅ぼしの思いがあったと考えられる。なお、嫡妻である倫子を重んじるために、『栄花物語』では道長と倫子が先に結婚したように記しているが、実際には明子との結婚の方が倫子よりも先、すなわち永延元年（987年）の春のことであったとする説も唱えられてい。
道長も当時の貴族の常として多くの妻を持っていたが、倫子が2男4女、明子は4男2女と多数の子女を儲けるなど、この2人が道長の家庭の中枢を担っていく。ただ、道長は倫子とはほとんど毎日行動を共にしていたらしい一方で、明子とは時々しか会っていなかったと見られ、倫子は嫡妻で、明子は妾妻であった。道長が2人の源氏を妻にしたことは、村上天皇時代に祖父師輔が醍醐天皇の皇女（内親王）を次々妻にし、源高明とも深く交流したことを模範にしたと考えられる。
永延2年（988年）正月に、道長は参議を経ずに権中納言に昇進した。以後、摂関家の当主・嫡子は、近衛中将・少将から非参議の三位となり、参議を経ずに中納言となるのが常例となった。

### 伊周との争いに勝って内覧に就任
正暦元年（990年）正月に道長は正三位に叙せられる。5月に兼家は病気のため出家し（7月に薨去）、長男の道隆が摂関を継いだ。道隆は摂関の地位に就くと子女を宮廷・政界に急速に進出させ始める。同年10月に父・兼家の喪中にもかかわらず、長女の定子を前代未聞の四后並立として世の反感を買いながら一条天皇の中宮に立后。ここで、道長は中宮大夫に任ぜられるが、道隆の強引かつ時期を配慮しないやり方についていけなかったとらしく、敢えて中宮定子のもとに参らず、世間から気丈なことであると賞賛されたという。
道長は、正暦2年（991年）権大納言、正暦3年（992年）従二位に叙任される。しかし、道隆は嫡男の伊周を後継者に擬して強引に昇進させていき、正暦5年（994年）には道長を凌いで弱冠21歳で内大臣に引き上げた。
同年冬頃から道隆は飲水病（糖尿病）により体調を崩し、長徳元年（995年）に入っても体調は回復しなかった。3月には道隆が病気の間に限って伊周に政府文書の内覧を行わせる旨の宣旨が出される。4月に入って道隆は重態となり没した。半月ほどの摂関不在を経て弟の右大臣・藤原道兼が関白を継ぐも、就任僅か数日で疫病に倒れ「七日関白」と呼ばれた。この間に道長は左近衛大将を兼ねているが、道兼の意向によるものと想定される。なお、4月から5月にかけて、中納言以上の公卿だけで道隆、道兼、左大臣・源重信ら8人が薨じ、四位から五位の者は60人余が病没したという。
道兼の死から3日後の5月11日に道長は内覧の宣旨を蒙る。摂関に任命される条件は「大臣であること」が不可欠で、権大納言に過ぎなかった道長は兼通の例に倣い、内覧の宣旨を受けることとなった。道兼の後任選考にあたっては、伊周は自らが摂関たらんと欲し、一時は一条天皇もかなり伊周に傾きかけたらしい。その理由については、定子への愛情が深く、文才豊かな伊周とも親しかったためと想定される。一方で、一条天皇の母后・東三条院（詮子）は、伊周より道長の方が人格も資質もはるかに優っていると考え、道兼の死後は中関白家ではなく道長に政権を引き継いで欲しいと願っていた。女院は一条天皇に対して、弟の道長は伊周に大臣を越えられ、道兼に関白を与えたのになぜ道理通り道長にもそうしないのか訴える。さらには、なかなか聞き入れない一条天皇の寝所にまで押しかけて膝詰めで涙を流して訴えかけると、遂に天皇も女院の執拗な説得に折れて道長の内覧宣旨を下した。また、道長は東三条院の局で天皇と女院の協議の結果を待っていたが、非常に長い時間、女院が天皇の寝所から出てこないため、だめかもしれないと緊張していたところ、ようやく出てきた女院は、顔は泣きはらしていたが、口元は満足げに微笑んで「あはや宣旨下りぬ（ああやっと、内覧宣旨が下りました）」と言ったという逸話がある。。
6月19日に道長は権大納言から右大臣に昇り氏長者となる。7月28日には蔵人別当に補され、信頼している藤原行成を蔵人頭に抜擢する。道長が大臣に昇った後も内覧に留まった理由は明らかでないが、道長自身が望んだか、一条天皇が聖代と讃えられる延喜・天暦の治を手本として摂関を置かなかったなどが想定される。
一方、内覧に任じられなかった伊周は苛立っており、道長にとって以下のように思わしくない事件が繰り返される。
- 7月24日：陣座で道長と伊周が諸公卿を前に激しく口論[34]。
- 7月27日：道長と伊周の弟・隆家の従者が七条大路で集団乱闘[35]。
- 8月2日：隆家の従者が道長の随身を殺害。道長は下手人を出さない限り、隆家の参内停止を要求。
- 8月10日：伊周の外祖父・高階成忠が陰陽師・法師を邸宅に招いて道長を呪詛させる[36]。

### 長徳の変による伊周の失脚
伊周ら中関白家と対立を深める中、伊周の苛立ちが先帝の花山法皇に向けられる。当時、花山法皇は故太政大臣・藤原為光の四の君に通っていたが、伊周は自分が通っている姉の三の君の方に花山法皇も通っていると勘違いする。長徳2年（996年）正月16日夜に伊周は隆家と共に花山法皇を脅すべく、弓の達者な従者に命じて花山法皇に矢を射かけるという事件を起こす。『栄花物語』では矢は法皇の袖を貫いたとあるが、事実はもっと深刻で、その後、為光邸で花山法皇・伊周・隆家が遭遇し従者も交えて乱闘が発生、法皇の童子2人が殺害されたともいう。史料により事件の内容に違いが見られるが、殺人事件であったのはほぼ間違いないと考えられる。
2月11日の陣定では一条天皇から伊周・隆家の罪科を決定せよとの勅が道長に伝えられ、明法博士に罪名を勘申させる運びとなる。ちょうどその頃、東三条院が御悩となり3月28日に大赦が行われるが、女院の御悩は呪詛が原因との噂が広まり、女院の寝殿の下から厭物（呪いの人形）が掘り出されるとの噂まで出る。さらに、4月に入ると伊周が大元帥法（臣下がこの法を修めることは禁じられている）を行っているとの法琳寺からの密告があり、伊周らに対する処罰は避けられない状況となった。4月末になって、花山法皇を射る事、女院を呪詛せる事、私に大元帥法を行なう事、の3つの罪状により、伊周は大宰権帥、隆家は出雲権守に左遷する宣命が出されて失脚した（長徳の変）。また、この変のいざこざの中で、中宮・藤原定子も落飾し出家している。
道長は花山院事件の直後には、伊周・隆家の罪科について陣座に付議したが、すぐに懲罰を行わなかった。じっくりと断罪の根拠を固め、東三条院への呪詛・大元帥法の修法という伊周に不利となる情勢も合わせて、恐らく左遷の除目の直前に、一条天皇に内情を奏上して決断を迫ったと推測される。挙げられた罪状はいずれも不敬としかいいようのない行為であり、中関白家と関係が深く好意的であった一条天皇も、さすがに道長の提案を退けることはできなかった。この変を通じて、道長は中関白家に不可逆的なダメージを与えて権力を確立。一方で、一条天皇は立場をひどく悪化させることになった。好意を持っていた中関白家の人々が断罪され、信頼する後ろ盾を失っただけでなく、道長はもとより公卿集団に対して非常に具合の悪いことになってしまった。そのため、一条天皇は今までよりもいっそう道長を恐れ憚らなくてはならない状況に陥った、という見解がある。
なお、かつては長徳の変について道長が伊周に対して無実の罪をきせた事件とする説があったが、伊周自身が処罰されて然るべき事件を起こした事は明らかである。当該説は『愚管抄』の影響とみられるがその説には無理があり、藤原氏の陰謀であったそれまでの政変とは異なり、伊周と隆家の軽率な行動による中関白家の自滅行為でしかないとされる。
7月には道長は左大臣に昇進し名実ともに廟堂の第一人者となる。長徳3年（997年）4月に東三条院の御悩による大赦が再度行われて伊周・隆家の召還が決まり、4月中に隆家が、12月に伊周が帰京。また、6月には落飾していた定子が再び参内している。

### 一条天皇と道長
道長は一条天皇とは決して対立的な関係ではなく、1人で権力を振るうことなく公卿と一緒に政治にあたったというのが事実に近い。道長が内覧に留まったのは、醍醐天皇が天皇親政を良しとし摂関を置かない建前で行われた先例に対して、一条天皇も同様に考えたか、あるいは道長が兄道隆や伊周が権力欲をあらわにしすぎて実資などから批判を受けたことを考慮し、謙虚の姿勢から摂関を辞退し内覧に落ち着いたとも考えられる。また、当時の主な日記類を通覧すると、道長が内覧に留まったのは本人が賢人であり、父・兼家や兄・道隆のように外戚に執拗にこだわる事なく、有能な四納言（藤原斉信・藤原公任・藤原行成・源俊賢）などと協力しよき政治をしようとした事の表れであるともみられている。
関白の職権そのものには決裁権がなく、あくまでも最高決裁権者である天皇の後見的存在であった。このため、天皇との関係次第によってその権限は左右される性質のものであった（現に道長と三条天皇とは疎遠であった）。また、公式な政府の最高機関である太政官に対しては、摂政・関白は大臣兼任であったとしても関与出来ない決まりであった（道長の息子はまだ若く、大臣に就任して道長の立場を代理することはできなかった）。そこで道長は自らの孫が天皇に即位して外祖父となるまでは摂政・関白には就かず、太政官の事実上の首席である左大臣（一上）として公事の執行にあたると同時に関白に近い権限を持つ内覧を兼任することによって最高権力を行使しようとしたとみられる。
当時、一条天皇の後宮には中宮・藤原定子のほか、藤原義子（藤原公季の娘）・藤原元子（藤原顕光の娘）が女御として入内していた。しかし、定子が出家していたこともあり、近親による皇子の誕生を望んだ道長は、長徳4年（998年）2月に兄の道兼の娘である尊子を御匣殿別当として入内させている。
まもなく道長は重い腰病を患い、3月に天皇に対して再三に亘って辞官を請い、その中で出家の志にも触れるが、許されなかった。その後、病状はやや回復し出家には至らなかったが、数ヶ月は病気がちで政務に倦んでいた様子が窺われる。冬に入って、道長はようやく健康を取り戻したらしいが、ほとんど政治の指導に当たらず、辞官のことに関わっては宇治の山荘に遊覧して心の憂さを晴らすといった状態であった。時には権力・栄華を追求した道長が、官職を捨てて出家を願う様子は不思議にも思えるが、それこそが道長の性格の弱さ・脆さであるとの指摘がある。
道長の首席の大臣としての職務の中に、除目の際に儀式を執り行って決定した人事を大間書に記載する執筆の職務がある。しかし、道長は長保2年（998年）の秋の除目の執筆を病後を理由に辞退して次席の右大臣・藤原顕光を譲り、その後も除目の際に障りがあるとして度々出席の辞退を申し入れるようになった。これに対して一条天皇は、道長に除目への奉仕を厳命し、どうしても不都合ならば除目の日程の方を変えるように命じている。これは関白の不在という状況に自ら積極的に政務を遂行する意思を見せる天皇に対し、道長が不満を抱いていた可能性も指摘されている。なお、寛弘5年（1008年）彰子に皇子が生まれて以降、道長は除目の執筆を滞りなく行うようになっている。
なお、道長は一条天皇と良好な関係であり、『御堂関白記』『権記』などの当時の日記からは、道長が一条天皇を不満に思っていた様子は読み取れず、一条天皇も道長・道長の娘中宮彰子を尊重した。なお、道長・彰子が天皇の遺品を整理している際、「王が正しい政を欲するのに、讒臣一族が国を乱してしまう」という天皇の手書を見つけ怒って破り捨てた、という逸話が後世の書物（『古事談』『愚管抄』）にあるが、大げさに考えなくてよいとされる。

### 彰子の入内と立后
長保元年（999年）2月に道長の長女・彰子は裳着を行い、従三位の叙位を受けるなど、道長は彰子の入内の準備を進める。またこの頃、定子が再び懐妊するが、これを知った道長はかなり複雑な心境になったと想定される。将来の天皇の外戚たらんと、定子の出産前に彰子の入内を急がせたい一方で、彰子の年齢を考えるとすぐの皇子誕生は期待できないため、この段階では九条家（特に兼家流）のために、定子が皇子を産むことを期待していたとみられる。8月になると、定子は出産のために宮中を出て前但馬守・平生昌の邸宅に移る。しかしこの日に、道長は多くの公卿らを伴って宇治の別荘で遊覧を催し、行啓を妨害している。
9月頃より彰子の入内の具体的な準備が始まる。入内にあたっては豪華な調度品が用意され、その中には参議・源俊賢を介して公卿たちから和歌を募り、能書家の藤原行成が色紙形に筆を入れた四尺の屏風もあり、これには花山法皇までもが積極的に御製を贈った。この際、公卿たちの中で唯ひとり中納言・藤原実資だけは「上達部左府の命に依り和歌を献ずるは、往古聞かざる事也」と批判して、道長から直接催促を受けるも和歌の献上を頑として拒む。実資は小野宮流有職故実の継承者で当時では一流の学識者であり、権勢におもねらず筋を通す態度を貫いた。
11月7日に彰子は入内するが、偶然同じ日に定子が第一皇子・敦康親王を産む。皇子の誕生と同日に彰子の入内が行われたため、道長が敦康親王の誕生を快く思っていなかったと見る説もあるが、彰子の入内は前々から決まっていた事で、定子の出産が偶然同じ日となっただけと考えられる。一方で、道長は兼家流から皇子が産まれたことを喜んでいた逸話も伝わっている。
翌長保2年（1000年）2月に道長は彰子を皇后（号は中宮）とした。先立の后に定子がいたが、定子は一度出家しており中宮職は行えず、一帝二后が成立。先例がないことであったが、定子立后時の四后を先例とした。また蔵人頭・藤原行成がすでに彰子立后の必然性を把握し名分をどうすべきか悩んでいる一条天皇を代弁して、その裏付けを展開したという。一条天皇や公卿らから広く納得を得る上での大きな手助けとなった。
同年12月に定子は第二皇女・媄子内親王を出産後まもなく没す。これにより一帝二后状態は1年足らずで解消され、彰子は一条天皇の唯一の后となった。

### 伊周との和解
同年5月に道長は伊周の復位について奏上を行ったものの、一条天皇からは異常な奏上として取り上げられなかった。
長保3年（1001年）8月に敦康親王が彰子の御局に渡り、そこで敦康の魚味始（生後初めて魚を食べさせる儀式）が行われるなど、彰子が敦康の養母となった様子が窺われる。これは、蔵人頭・藤原行成の献策を受けた一条天皇の意向によるものだが、娘の彰子が未だ皇子誕生を見ない道長にとっても受け入れられるものであった。
10月に道長は一条天皇を土御門殿に迎えて東三条院の四十の賀を開催。かねてより東三条院は病気がちであったが、賀ののちも体調は優れず、同年閏12月に出家後まもなく没した。なお、死に際した東三条院からの勧めに従い、道長は伊周を本位の正三位に復している。
当時、道長は敦康親王に期待するところが大きく、以下のように親身に後見を行った。
- 長保4年（1002年）6月：敦康親王は一条院内裏から道長の土御門邸に渡る。のち、内裏に戻るために方違で大蔵卿・藤原正光邸に赴いた際、道長が車に陪乗。再度の参内にあたって、道長は野釼一腰を贈った[91]。
- 長保5年（1003年）3月：敦康親王が賀茂の河原で上巳の祓いを行った際、道長が車に陪乗[92]。
- 寛弘元年（1004年）9月：敦康親王の参内に際して祓いが行われた際、道長は近侍[93]。
- 寛弘2年（1005年）3月：一条天皇と敦康親王の初めての対面の儀について、道長は別記を残す[94]。
- 寛弘2年（1005年）5月：敦康親王の御悩を聞いて、道長は参内し候宿[95]。
- 寛弘2年（1005年）10月：敦康親王が石山寺に参詣した際、道長は妻・倫子を連れて扈従[96]。

またこの間、道長は以下の通り伊周の復権も進めた。これは伊周の復権を望む一条天皇からの働きかけもあったと想定されるが、旧敵であった伊周を自らの羽翼のもとに包容しようとした、道長の強気一点張りではない性格が窺われる。
- 長保5年（1003年）9月：従二位への叙位。
- 寛弘2年（1005年）2月：宮中での席次を大臣の下で大納言の上と定める。
- 寛弘2年（1005年）11月：朝儀へ参加する旨の宣旨。
- 寛弘5年（1008年）1月：大臣に準じて封戸を支給。
- 寛弘6年（1009年）1月：正二位への叙位。

### 浄妙寺の創建
少年時代にしばしば道長は兼家に伴われて木幡にある一族の墓所を詣で、「古塚纍纍、幽𡑞寂寂、仏儀を見ず、只春花秋月を見、法音を聞かず」といった状況に強い印象を受けていた。そこで、道長は伊周との和解が進展すると、木幡に造堂を行うことを決心する。藤原氏一族の墓所の地に造堂を行うことについては、伊周を含む藤原北家、とりわけ九条流の諸分流を大きくまとめていく上に効果が大きいという、政治的判断もあったと想定される。
寛弘元年（1004年）2月に陰陽関係の安倍晴明・賀茂光栄を伴って木幡に赴き、寺地を定める。翌寛弘2年（1005年）10月に木幡堂の造作が完了し供養が行われた。堂内には当代随一の仏匠・康尚の手による普賢菩薩像が安置され、藤原行成は扁額を、大江匡衡は願文と鐘銘を、菅原輔正は呪願文を手掛けるなど、当代最高の人々が道長の求めに応じて造堂に参加。また、のちに寺の別当に就任する勧修が浄妙寺の寺名を付けている。供養には、道長を筆頭に、藤原顕光・藤原公季・藤原伊周・藤原道綱・藤原実資・藤原懐忠・藤原斉信・藤原公任・源俊賢・藤原隆家・藤原忠輔・藤原有国・藤原懐平・藤原行成・藤原正光・平親信・藤原兼隆・源経房が参加。道長が『御堂関白記』に特に不参の人として記した藤原時光・菅原輔正を除いて、ほぼ全ての公卿が一堂に会した。造堂は藤原氏の諸分流をまとめていく効果を狙ったものであったが、この供養は諸傍流を含めた全ての藤原氏一族ではなく、公卿の人々が中心となって営んでおり、仏事でありながら極めて政治性の強い行事であった。
その後も勧修らによって浄妙寺の整備が進められ、寛弘4年（1007年）新たに造営された多宝塔の供養が行われる。道長は倫子とともにこれに臨み、ここでも、藤原顕光・菅原輔正を除くほぼ全ての公卿が参加している。一方で、このころの『御堂関白記』には、当供養を除いて浄妙寺に関する記事を欠いており、創立者でありながら道長の関心がかなり弱くなっていたと推察される。

### 金峯山への参詣
中宮・藤原彰子は入内後10年近くが経ち、一条天皇との関係も良好であったが、一向に懐妊の兆しはなかった。道長は一条天皇の長男・敦康親王の後見を続ける一方で、寛弘3年（1006年）には春宮・居貞親王（のち三条天皇）の長男・敦明親王が元服を迎えるなど、次代の皇嗣は着々と成長しつつあった。
この状況の中、寛弘4年（1007年）閏5月に道長は彰子の皇子出生を祈念するために吉野の金峯山に参詣することを決め、精進生活に入る。8月2日に権中納言・源俊賢や覚運・定澄ら僧侶を従えて平安京を出発した。8月11日に山上に到着すると、まず小守（子守の意味）の三所に参詣し、次いで三十八ヶ所を巡詣して、一条天皇・冷泉院・中宮・春宮らのために諸経の供養を行う。ここで道長は本殿の前に事前に準備していた金銅の灯籠を建て、その下を掘り自身が書写した法華経一部八巻を含む諸経を銅篋に納めて埋蔵している。なお、道長一行が平安京を発ったのち、伊周・隆家兄弟が伊勢国を基盤とする武士の平致頼を抱き込んで、金峰山参詣中の道長の暗殺を企てているとの噂がにわかに浮上し、8月13日には道長と連絡を取るために頭中将・源頼定が勅使として派遣された。結局、暗殺はあくまでも噂に終わり、8月14日に道長らは無事帰京している。
浄妙寺の創建と金峯山への参詣は、寛弘年間における道長にとっての代表的な宗教的行事であるが、家門の往事を想い現在を案じる摂関家的な心情が貫かれているとの指摘がある。

### 外孫・敦成親王の誕生
寛弘5年（1008年）道長の念願がようやく叶い入内後10年目にして彰子が懐妊。7月には彰子は内裏を出て道長の土御門第に遷り、9月に皇子・敦成親王を出産した。中宮を迎えた土御門第の雰囲気や、待望の孫皇子が誕生した時の道長の狂喜ぶりは『紫式部日記』に詳しい。なお、敦成親王が誕生したときに、一条天皇は道長を従一位へ進める意向を示したが、道長本人は加階を辞退して妻子や家司の叙位を求めた。その結果、道長と同じ正二位であった妻の倫子が先に従一位に叙され、以降10年余りにわたってその状態が続くことになる。翌寛弘6年（1009年）11月にはさらに彰子から年子の敦良親王も生まれている。
寛弘6年（1009年）正月に中宮と敦成親王に対する呪詛事件が発生する。まず、厭符を製作したとして円能が捕縛・訊問を受け、高階光子（佐伯公行の妻）、民部大輔・源方理、播磨介・高階明順らが追及を受けた。結局、朝廷は事の根元は伊周にありと断じ、正二位への叙位を受けたばかりの伊周の朝参を禁じた。6月になって伊周の朝参が再び許されるが、嫌疑を受けた伊周は精神的に大きな打撃を受けたらしく、翌寛弘7年（1010年）正月に失意の内に没した。なおこの頃、道長は日記の執筆を怠っていたこともあり、『御堂関白記』にこの事件や伊周の死に関しての記載はなく、かつて互いに権力争いを繰り広げた伊周の死を道長がどのように受け止めていたかは明らかでない。
同年2月に道長は次女の妍子を春宮・居貞親王の妃とする。7月には敦康親王が元服し、道長は加冠役を務めている。
寛弘8年（1011年）正月に道長は以前から望んでいた金峯山への再度の参拝に向け長斎に入り、法華経の写経などを行う。しかし、3月初旬に立て続けに犬産穢・犬死穢が発生。安倍吉平ら陰陽師らの助言も踏まえて、参拝を取り止めた。その代わりなのか、3月末に道長は土御門第で金色の道長等身阿弥陀仏と阿弥陀経百巻の供養を行う。『御堂関白記』で道長はこの供養について「是れ只後生の為也」と記しており、かつての浄妙寺創建や金峯山参詣は現実的な希望を祈念するためものであったのに比べ、今回の供養において初めて来世への関心が深いものになったとの評価がある。

### 一条天皇の譲位と崩御
同年5月下旬に一条天皇は急病に倒れ、早くも5月27日には道長に対して譲位の準備を指示する。譲位に先立って、一条天皇は厚く信頼していた権中納言・藤原行成に対して、第一皇子・敦康親王の立太子の可否を相談する。これに対して行成は、一条朝の重臣かつ外戚である道長が外孫の第二皇子・敦成親王を春宮に立てることを欲すことは至極当然のことで、天皇が敦康親王を東宮に立てることを欲しても、道長は簡単に承知せず、政変の発生や不満・批判が巻き起こる可能性も考える必要がある、従って、春宮には敦成親王を立て、敦康親王には年官・年爵・年給の受領の吏等を与え、有能な廷臣を仕えさせるなど、然るべき待遇を与えるように進言した。彰子も一条天皇の意を尊重して、定子亡き後、我が子同然に養育した敦康親王の次期春宮擁立を望んでいたが、道長がそれを差し置いて敦成親王の立太子を進めたことを怨んだという
6月13日に一条天皇は居貞親王（三条天皇）に譲位し、まもなく剃髪出家した後に崩御。道長の強い意向を受けて、春宮にはわずか4歳の敦成親王が立てられた。

### 三条天皇の践祚と再度の二后並立
三条天皇は践祚すると道長に関白就任を命じるが、道長はこれを断り引き続き内覧のみ受け入れた。関白就任を固辞した理由は必ずしも明らかでないが、以下理由が想定される。
- 一条天皇の時と同様に、道長は左大臣・一上として太政官の政務を直接的に掌握・指揮し続けようとした[131]。
- 春宮に外孫・敦成親王が立っている中、関白に就任することが三条天皇の在位期間を長引かせることに繋がりかねないことを懸念した[132]。

道長は三条天皇とも外戚（叔父・甥）関係にあったが、早くに母后の超子（道長の姉）を失い成人してから即位した天皇と道長の連帯意識は薄く、天皇は親政を望んだ。公卿たちからも、当初から両者の争いを危ぶまれていた。
寛弘9年（1012年）1月に道長次女の妍子に対して立后宣旨があり、2月に中宮となった。一方で、三条天皇には20年以上前に妃となり第一皇子・敦明親王始め多くの皇子女を儲けていた女御・藤原娍子（藤原済時の娘）がいたことから、天皇は娍子の立后も希望。4月に娍子は皇后に冊立され、一条朝に続いて二后並立となった。娍子の立后にあたっての道長の反応は必ずしも明確ではないが、三条天皇の意向に沿って取り計らった以下の逸話がある。
天皇は娍子の立后を希望していたが、納言（大納言・藤原済時）の娘は后になる資格がないとあきらめていた。そこで道長は大臣の贈官を提案。それを受けて天皇は済時に太政大臣（実際には右大臣）を贈り、晴れて娍子の立后が実現した。
この逸話について、道長を善人とするための虚構であり信頼できないとの見方もあるが、大臣贈官は事実であり、少なくとも道長はこのやり方に強い反対はしなかったと想定される。
ところが、娍子の立后の日と妍子の参内の日が同じ日（4月27日）に重なってしまう。当日は妍子の参内の儀を終えた後に娍子の参内（本宮の儀）が開始されるスケジュールが組まれていた。実際に妍子も本宮の儀に参列しており、両方の儀式を掛け持つことは不可能ではなかった。しかし、道長は本宮の儀を欠席、道長の威勢を憚って右大臣・藤原顕光（病気）と内大臣・藤原公季（物忌）も障りがあるとして欠席し、これを見た公卿・殿上人も多くが欠席してしまった。この有様にやむなく、三条天皇は右近衛大将・藤原実資を呼び出して儀式を行わせている。なお、実資の他に参内したのは、中納言・藤原隆家（皇后宮大夫）、参議・藤原懐平（実資の兄）、参議・藤原通任（娍子の兄）といずれも娍子を後見する立場にある3名のみと寂しい儀式となった。一方で、道長は妍子の参内の参加者に対して非常に神経質になっており、『御堂関白記』に不参の公卿として、本宮の儀の準備のため天皇に呼ばれた実資に続いて隆家・懐平を記し、年来親しく交際している人々が来ないことを気にしている。
なお、翌長和2年（1013年）三条天皇が娍子参内の行賞として娍子の兄の通任に叙位を行おうとした。ここで、道長は本来は長年娍子の後見をしたのは長兄の藤原為任であり、通任は偶々その代理をしたに過ぎないことを指摘、もし参内の功労で通任が叙位されれば、為任の功績をもって通任が賞される事となり、「伊賀国の人が（大国の格式を持つとされた）伊勢国の人と偽るようなものだ（然伊賀人借伊勢人歟）」と天皇の姿勢を批判して、最終的に為任を昇進させている。

### 子息の引き立てと三男・顕信の出家
道長には複数の男子がいたが、彰子・妍子と同じく倫子腹の頼通・教通と、明子腹の頼宗・顕信・能信の間で昇進に差を付けていた。寛弘8年（1011年）8月時点で頼通（20歳）正二位・権中納言、教通（16歳）正三位に比べて、頼通の1歳下の頼宗（19歳）がようやく従三位に叙せられて公卿に列しているものの、教通より年上の顕信（18歳）は従四位上・左兵衛佐、能信（17歳）は正五位下・右兵衛佐とすぐに公卿を狙える官位にはなかった。
10月に顕信は左衛門佐から公卿への昇進ルートである近衛中/少将ではなく右馬頭に遷る。この状況の中で、12月に三条天皇から顕信を蔵人頭に抜擢する人事の打診を受けた道長は、「不足職之者」を補すことによる「衆人之謗」を避けるためとして、これを辞退した。明けて寛弘9年（1012年）1月に顕信が突然比叡山に登り出家してしまった。道長はかねてより自身の出家を志していたが、その意志を遂げないうちに息子に先を越されてしまったことを酷く嘆いている。5月に延暦寺で顕信の受戒が行われ道長も参列する。ここで道長は騎馬のまま比叡山に登ったため、法師から馬から引きずり下ろせとの放言を受けたり、石を投げつけられたりされてしまい、藤原実資から「相府当時後代の大恥辱也」と批判されている。この仕打ちに対して道長は、老いて徒歩で登るのはつらいから馬で登っただけなのに石を投げつけられるのは心外だ、と自らの正当性を主張している。
まもなく道長は重病に伏して、一時は飲食物を受け付けないほど状態が悪化し、致仕の上表を行う。この病気について、比叡山に騎馬で登ったために日吉大社の祟りを受けたためとも噂された。この頃、道長の病気を喜ぶ公卿が5人おり、大納言道綱、実資、中納言隆家、参議懐平、通任である、との風説が流れる。これに対して道長は「私の病気を喜ぶ者が5人いると最近聞いたが、そんなはずはない。中宮大夫（道綱）と右大将（実資）がそうだとは信じられない」と述べたという
その後、道長は子息の昇進を強引に進め、長和2年（1013年）には頼通を四納言の藤原斉信・公任に肩を並べる権大納言に任じると、教通を権中納言、頼宗を従二位、能信を従四位上・左中将兼蔵人頭に叙任させる。さらに、長和3年（1014年）正月の除目では、頼宗を権中納言、能信を従三位に昇進させる噂を伝え聞いた藤原実資から「言外の事」「指弾すべし」「乱代の極み又極み也、悲しむかな」と、人事の専横を批判されている。

### 三条天皇との譲位を巡る駆け引き
長和2年（1013年）7月に妍子が三条天皇との間の子を出産するが、生まれたのが皇女（禎子内親王）だったと聞いて、道長は甚だ喜ばなかったという。一方で、道長はこの皇女をかわいがっており、五十日の儀の日には深夜になっても皇女の所に来るので、既に打ち解けて寝ていた女房が恥ずかしそうにしていたほどであったという。妍子が産んだのが皇女であったため、三条天皇との外戚関係を築くことが難しくなったこともあり、天皇と道長の関係は次第に悪化していく。天皇と道長との確執から政務が渋滞するが、大勢は道長に有利であった。これに対して、三条天皇は藤原実資のことを特に自分の理解者と考えていたらしく、道長と意見が相違する場合に直ちに実資に相談することが多かった。しかし、天皇との間に何ら特別な結び付きがないこともあり、実資も物事の筋は通すが権勢家の道長と正面から対抗しようとはしなかった。
さらに、三条天皇は長和3年（1014年）失明に近い眼病に罹患し、3月初旬には「天皇は片目見えず、片耳聞かず」の状態となり、いよいよ政務に支障が出るようになる。これを理由に道長はしばしば天皇に譲位を迫るようになった。この状況の中で、同年2月に内裏が、3月には内蔵寮・掃部寮が相次いで焼失、これについて道長は「天道が天皇を責めている」と語ったという。長和4年（1015年）3月には眼病の進行により、叙位・除目が行われず官奏もできない状況になる。この状態のため、8月に天皇は道長に対して官奏を見るように要請するが、道長はこの要請を受けずに、頻りに譲位を迫るばかりであった。ついに、三条天皇は焼失から再建中の新内裏に遷っても眼が見えなかったら、道長の進言に従って退位する意向を見せる。9月に天皇は新造内裏に遷るが、やはり眼病が快方に向かうことはなかった。10月に入ると道長は天皇に対して譲位を迫るとともに、三条天皇の皇子（敦明親王・敦儀親王ら）は春宮の器ではなく、一条天皇の皇子で道長の外孫である敦良親王を春宮とすべきと言い放つ。これに対して、三条天皇は憤慨して譲位の意向を翻し、眼病快癒を願って伊勢大神宮での加持祈祷を命じている。
この頃、道長との関係改善を図ってか、三条天皇から第二皇女・禔子内親王の頼通への降嫁の打診がある。道長は一旦同意するが、頼通は妻である隆姫女王への思いに悩んで重病に伏し、この縁組は成立しなかった。頼通の病床には隆姫の父・具平親王の霊が現れて涙ながらに訴えたという。また、現れたのは藤原伊周の怨霊であったとする話もある。実際のところ、道長はこの縁談にあまり積極的ではなく、頼通の病気を口実に破談に持ち込んだ可能性も指摘されている。
10月下旬になってようやく、道長は官奏を見ることを受け入れることにしたらしく、天皇は道長に准摂政を宣下して除目を委任し、自らは与らぬことを詔した。道長は准摂政となっても一上の事を行い、引き続き太政官を直接把握し続けた。11月に新造間もない内裏が炎上する事件が起こる。これを理由に道長はさらに強く譲位を迫り、眼病も全く快方に向かうことなく三条天皇は遂に屈し、自らの第一皇子である敦明親王を東宮とすることを条件に譲位を受け入れた。

### 後一条天皇の外祖父として摂政就任
長和5年（1016年）正月下旬に三条天皇は譲位し、東宮・敦成親王が践祚（後一条天皇）。天皇はわずか9歳の幼帝であったため、直ちに、道長は摂政の宣下を受けた。また、三条天皇の強い意志により、東宮には敦明親王が立てられる。敦明親王と道長には外戚関係がなく疎遠であり、道長は春宮坊の人事についても、東宮傅・藤原顕光（敦明の舅）、春宮大夫・藤原通任（敦明の叔父）など、敦明の近親に限定し、それ以外の者は認めない姿勢であった。実際に、藤原実資は三条天皇から春宮大夫任官の打診を受けるも、道長の意向に沿ってこれを固辞している。
摂政となった道長は引き続き左大臣に留まったが、3月にようやく一上を手放すことにし、この権限を当日出仕の大納言以上の公卿に分与した。6月には、道長と倫子は天皇の外祖父母として准三宮の称号を与えられ、年官・年爵・封戸を給されている。一方でこの間、4月ごろより道長は体調を崩して、高熱が続いてやたらと湯を飲み、憔悴が目立つ状態で、医師のすすめで葛根を服用している。4月末には周囲の人々にも生命を危ぶまれる状況で、5月初旬に道長家で行われた法華三十講に出席した僧侶から道長の死期は遠くないであろうとの話を聞いた藤原実資は「朝（朝廷）の柱石、尤も惜しむべし」と嘆息している。道長の病気は糖尿病であるとみられており、伊尹・道隆・伊周といった近親も苦しんだものであった。その後、一時期小康状態にあったものの、寛解するには至らなかった。また5月下旬に四男能信が起こした暴行事件に激怒し、翌日に弁解のために訪れた能信を追い払ってしまったという。
その後、道長は立て続けに火災に見舞われ、7月に土御門殿が、9月に枇杷殿が焼失する。諸国の受領は道長の好意を得るために1間ごとに分担して資財をもってその再建に尽くした。特に、伊予守・源頼光は建物の他に道長一家に必要な生活用品全てを献上した。受領に私邸を造らせ、あたかも主君のように振舞う道長の様には政敵であった藤原実資でさえ呉の太伯の故事を引用しながら、「当時太閤徳如帝王、世之興亡只在我心（今の太閤（＝道長）の徳は帝王のようで、世の興亡はその思いのままである）」と評している。その一方で、前年に焼失した内裏の再建は土御門殿の再建を優先する受領たちによって疎かにされ、実資を嘆かせている。
寛仁元年（1017年）3月に道長は頼通を内大臣に進めると、まもなく摂政と藤氏長者を頼通に譲って左右大臣の上に置き、後継体制を固める。一方で、道長は「大殿」と呼ばれ、引き続き政界に大きな影響を及ぼし続けた。
5月に三条上皇が崩御する。道長は退位後の三条院に対しては過去のわだかまりを捨ててかなりよく勤めたらしく、院に対して宿直を務めたり、4月末には死に瀕した三条院からの迎えの使者が来るとすぐに駆けつけ、出家を奏上したりしている。三条院の崩御後程ない8月に敦明親王は自ら東宮辞退を申し出た。道長は敦明親王を准太上天皇とし（院号は小一条院）、さらに娘の寛子を嫁させ優遇した。東宮には道長の望み通りに敦良親王が立てられる。
12月に道長は太政大臣に任じられる。これは、翌寛仁2年（1018年）正月に行われる後一条天皇の元服で加冠の役を奉仕するためである。天皇の元服の際には太政大臣が加冠を務める例であった。実際に、2月に入ると道長は太政大臣を辞している。表向き、道長は政治から退いた形になるが、その後も摂政となった若い頼通を後見して指図している。頼通や一上である藤原実資も重大な案件に関しては出家後も道長に判断を仰いでいるが、道長の意見が摂関や太政官の方針に異論を挟んだ場合でも頼通らが必ずしもその意見には従っていない。引退後の道長は強力な影響力を持っていたものの、宮廷の政策決定の枠から外れているために在任中のような絶対的な権力は持っていなかったとみられる。

### 一家三后
3月に道長は11歳になった後一条天皇に対して、三女の威子を女御として入内させ、10月には中宮となした。実資はその日記に「一家立三后、未曾有なり」（『小右記』）と感嘆の言葉を記した。10月の威子の立后の日に道長の邸宅で諸公卿を集めて祝宴が開かれ、道長は実資に向かって即興の歌「この世をば　わが世とぞ思ふ　望月の　虧（かけ）たることも　なしと思へば」を詠じた。実資は「優美なり」としたが返歌はできないとして、代わりに一同が和してこの「名歌」を詠ずることを提案し、公卿一同が繰り返し何度も詠った。道長自身は『御堂関白記』において歌を和したことについては記しているが、内容については残していない。実資は『小右記』において道長の行動についてたびたび批判を行っているが、この歌そのものに対しては否定的な意図や反応を示した訳では無い。しかしこの歌は「この世は　自分（道長）のためにあるようなものだ　望月（満月）のように　何も足りないものはない」と解釈され、後世において道長の奢りの象徴であるとして批判されることとなった。一方で、この和歌について以下のような解釈もある。
- この句は口頭で詠んだだけで道長本人は文字にしていないため、漢字は他人の解釈にすぎない。「この世」は「この夜」とも解釈できるため、単に「今夜の宴は満足です」という意味にもとれる（山本淳子）[202]。
- 「わが世」とは我が生涯というような意味で、この世は自分の一生を表徴している。要するに、満ち足りた感激で満足感をそのまま詠んだ歌である（池田亀鑑）[203]。

このころから道長は健康状態の悪化が目立つようになった。4月ごろより「胸病」の発作が起こるようになり、閏4月・5月の発作では叫び声を上げて苦しんだという。その後、7月頃まで不調が続いた。さらに、9月ごろからは目が見えづらくなっており、翌寛仁3年（1019年）2月には二・三尺先の人の顔も見えず、手許の物しか見えない状況だった。またこの頃、再び胸病の発作に苦しむようになった。道長は三年ほど魚肉を絶っており、病状の回復のために医者と陰陽師から魚肉を食べることを勧められた際もこれを受け入れなかった。しかしあまりに目の具合が悪くなったため、思い悩んだ末に魚肉を摂ることをようやく承諾した。肉食する間は法華経一巻を書くようにしたという。

### 晩年

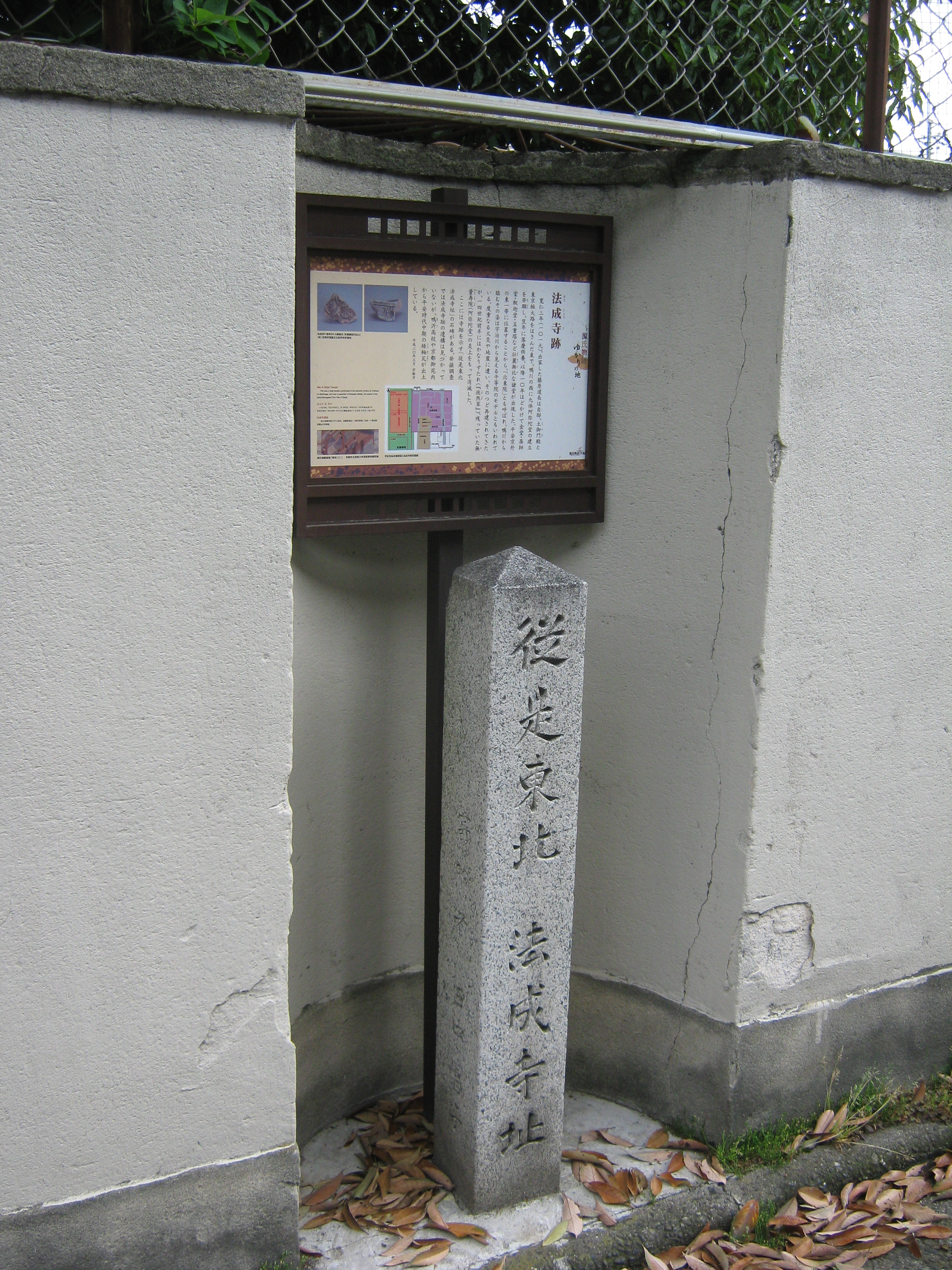
法成寺址（京都市上京区荒神口通寺町東入北側）

寛仁3年（1019年）3月に道長は剃髪して出家する。戒師は院源で、法名は行観（後に行覚）。『日本紀略』では「胸病」によるものであるとされる。出家に際して、彰子が末妹・嬉子の行く末を心配して出家を制止しようとした、倫子が夫の後を追って出家しようとしたが道長が押し止めたなどの話が伝わっている（『栄花物語』）。道長は胸病の苦しみが激しかったため突如出家したが、一月に5、6度は参内して天皇の顔を拝したいと述べるなど、出家により完全な隠遁生活に入るわけではなかった。9月に東大寺で受戒。
同年3月末から4月には刀伊の入寇が起こり、8月末から9月にかけ高麗虜人送使が保護した日本人270人を同行して対馬を訪れて、9月22日には陣定において対応が検討されることとなったが、道長は新羅使が貢納を行ってきた際の先例を踏まえ、米や絹を与えて帰国させるべきだと藤原実資に伝えている。
7月からは無量寿院（法成寺）の造営を開始。道長はこれに心血を注ぎこみ、造営には資財と人力が注ぎ込まれ、諸国の受領は官への納入を後回しにしても、権門の道長のために争ってこの造営事業に奉仕した。更に道長は公卿や僧侶、民衆に対しても役負担を命じた。道長はこの造営を通じて彼らに自らの権威を知らしめると同時に、当時の末法思想の広がりの中で「極楽往生」を願う彼らに仏への結縁の機会を与えるという硬軟両面の意図を有していた。これについて、以下の議論がある。
- 道長が仏俗両面に指導的な役割を果たすことで天皇とは異なる「王権」を確立しようとしたとし、それは後三条天皇・白河天皇によって天皇家に吸収されて治天の君の「王権」の一部に転化された（上島享）[220]。
- 引退後の道長は依然として影響力はあったものの、引退後の道長の意見が頼通らに拒否されるなど、摂関や太政官を支配する程の絶対的なものとは言えず、独自の「王権」の存在は認められない（佐々木宗雄）[197]。

寛仁4年（1020年）3月に御堂の落慶法要が行われるが、三后（太皇太后彰子・皇太后妍子・皇后威子）の行啓を伴う盛大な儀式であった。『栄花物語』は道長の栄耀栄華の極みとしての法成寺の壮麗さを伝えている。治安2年（1022年）7月には金堂の供養が行われ、三后に加えて後一条天皇と春宮・敦良親王も行啓している。道長はこの法成寺に住んだが、寛子・嬉子・顕信・妍子と多くの子供たちに先立たれた上に、自身も病気がちで安らかとはいえなかった。
寛仁5年（1021年）道長の末女・嬉子も将来の皇妃たるべく、尚侍となり東宮・敦良親王に入侍したが、万寿2年（1025年）嬉子は親仁親王を産んでまもなく没した。その後、万寿4年（1027年）になって道長は妍子が生んだ禎子内親王を敦良親王に入内させ、他の公卿の娘の入内を阻止している。
万寿元年（1024年）頼通の妻・隆姫の実弟である源師房に五女の尊子を嫁がせた。師房は頼通の猶子となっており、道長からも可愛がられていることから、将来は公卿になるのは確実であったとは言え、道長の娘で「たゞ人」（非皇族・非公卿）と婚姻を結んだのは尊子だけであった。これに尊子の同母兄である頼宗や能信は強い不満を抱いたと伝えられている。しかし、当時の皇族・公卿の中に道長の娘婿に相応しい未婚の適齢者がいなかったこと、藤原実資が寵愛する娘・千古を師房に嫁がせようと動いていたために小野宮家と村上源氏の連携が成立するのを阻止する必要性に迫られていたこと、道長の健康状態が芳しくない中で自身に何かがあった場合に父親の後ろ盾を失った尊子の婚姻が困難になることを恐れたことから強行されたと思われる。

### 最期
万寿4年（1027年）10月末の妍子の四十九日法要の夜から病床に付き、激しい下痢と背中の腫れ物に苦しんだ。12月4日に病没。享年62。死因は癌または持病の糖尿病に起因する感染症といわれている。死期を悟った道長は、法成寺の東の五大堂から東橋を渡って中島、さらに西橋を渡り、西の九体阿弥陀堂（無量寿院）に入り九体の阿弥陀如来の手と自分の手とを糸で繋ぎ、釈迦の涅槃と同様、北枕西向きに横たわった。僧侶たちの読経の中、自身も念仏を口ずさみ、西方浄土を願いながら往生したという。同じ日に道長と関りが深かった藤原行成も亡くなっている。
道長の亡骸は12月7日に鳥辺野で葬送の儀式が行われた後に荼毘に付され、遺骨は他の藤原北家の人々と同様に現在の京都府宇治市木幡の「宇治陵」と称される墓地群に葬られた。生前の道長は一族の菩提を弔うために宇治に浄妙寺という寺院を創建していた。しかし、浄妙寺は中世末期には廃絶し、宇治陵も現在では一部を除いて住宅街や茶畑と化してしまい、道長を含めたほとんどの人々の葬地は不明となっている。
道長は藤原北家の全盛期を築き、摂関政治の崩壊後も彼の子孫（御堂流）のみが摂関職を代々世襲し、本流から五摂家と、九清華のうち三家（花山院・大炊御門・醍醐）を輩出した。その一方で頼通の異母弟・能信は摂関家に疎んじられた即位前の後三条天皇をほぼ独力で庇護し、それが摂関政治の凋落・院政へと繋がっていく。長家からは御子左家として俊成・定家らが出て、冷泉家として今日まで続く。

## 国宝・御堂関白記

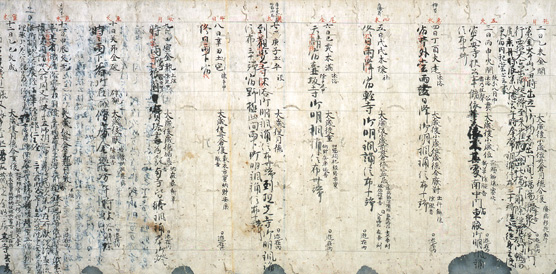
御堂関白記の一部

道長の33歳から56歳にかけての日記は『御堂関白記』（『法成寺摂政記』）と呼ばれ、自筆本14巻、書写本12巻が京都の陽明文庫に保存されている。誤字・当て字が随所に散らばり、罵言も喜悦の言葉も素直に記してある。当時の政治や貴族の生活に関する超一級の史料として、1951年（昭和26年）に国宝に指定された。また、2011年5月、ユネスコの「世界の記憶」への推薦が決定した。

## 人物・逸話

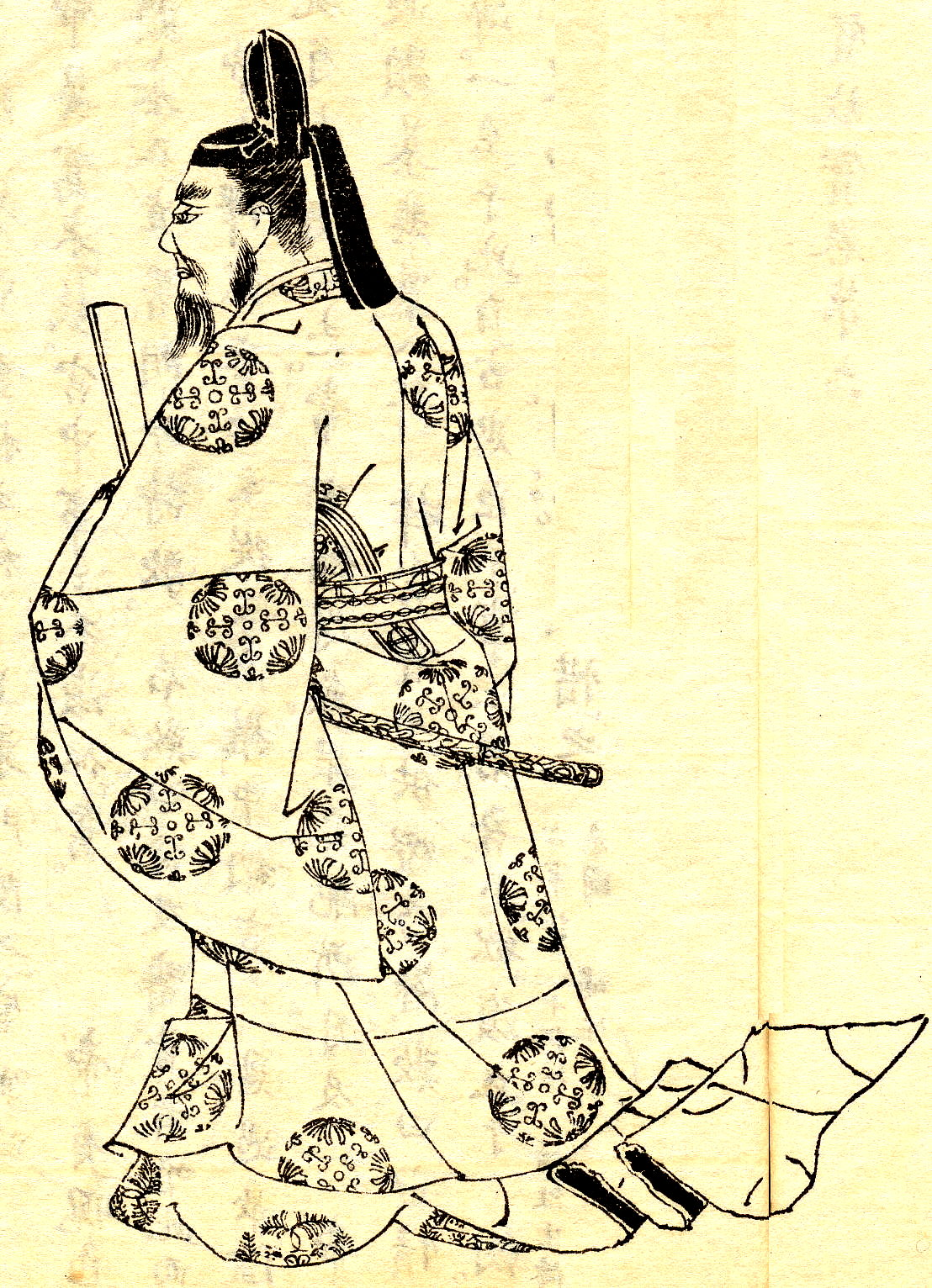
藤原道長（菊池容斎『前賢故実』より）

- 豪爽な性格であったとされており、『大鏡』には次のような逸話が残されている。若い頃の話として父・兼家が才人である関白・藤原頼忠の子の公任を羨み、息子たちに「我が子たちは遠く及ばない、（公任の）影を踏むこともできまい」と嘆息した。道隆と道兼は言葉もなく恥ずかしそうにしていたが、道長のみは「影をば踏まで、面をやは踏まぬ。（影などは踏まない、その面を踏んでやる）」と答えている。また花山天皇が深夜の宮殿をめぐる肝試しを命じた際には、同様に命ぜられた道隆と道兼が逃げ帰ってしまったのに対し、道長一人大極殿まで行き、証拠として柱を削り取ってきたという。
- 23歳の頃、懇意にしている甘南備永資を合格させようと永延2年（988年）12月4日に式部省の試験官だった式部少輔橘淑信を、従者に命じて自身の邸宅に拉致して、試験結果を改ざんするよう迫ったが、拉致行為が世間に露見し、父・兼家から𠮟責の処分を受けたとされる[231]。
- 父・兼家の葬儀の際、道長の堂々たる態度を見た源頼光は将帥の器であると感嘆して、自ら従うようになったという。
- 弓射に練達し、後に政敵となる兄・道隆の嫡男の伊周と弓比べをし、「道長が家より帝・后立ち給ふべきものならば、この矢当たれ。」と言って矢を放つと見事に命中し、臆した伊周は外してしまった。続いて道長が「摂政・関白すべきものならば、この矢当たれ。」と言って放つとやはり命中した。道隆は喜ばず、弓比べを止めさせたという[232]。
- 左大臣だった頃、長和2年（1013年）6月に行われた祇園御霊会（現在の祇園祭）に参加していた散楽人たちを、従者たちに命じて衣装が破損するほどの暴行を加え、祭礼を台無しにしたことがある[233]。
- 48歳の頃、妻が外出する際の準備の手際が悪かったとして、長和2年（1013年）8月15日、前摂津守藤原方正と前出雲守紀忠道を、自邸の小屋に監禁する行為に及んでいる[234]。
- 文学を愛好した道長は紫式部・和泉式部などの女流文学者を庇護し、内裏の作文会に出席するばかりでなく自邸でも作文会や歌合を催したりした。『源氏物語』の第一読者であり、紫式部の局にやってきてはいつも原稿の催促をしていたといわれている（自分をモデルとした策略家の貴族が登場していることからそれを楽しみにしていたとも言われる）。また、主人公光源氏のモデルのひとりとも考えられている。
- 歌集『御堂関白集』を残し、自ら拾遺以下の勅撰歌人でもある。また、花山天皇時代に行われた寛和二年内裏歌合に召人として参加している。もっとも道長本人は和歌より漢詩の方を得手としていたようである。ただし、その漢詩に関しても一条天皇の趣向に合わせたものでしかなかったとする見方もある（三条天皇の即位後に『御堂関白記』などから漢詩との関わりを示す記録がほとんど無くなるため）[235]。
- 政治家としては、長保元年（999年）に新制（長保元年令）を発令し、過差（贅沢）の禁止による社会秩序の引締や估価法の整備などの物価対策などにも取り組んだ（道長や実資が死ぬと公卿が社会政策に取り組む事はなくなり、院政や武家政権に政治の実権を奪われる遠因となる）。
- 『本朝世紀』長保元年6月14日条によれば道長が前年の祇園天神会の行列で出された山鉾が、天皇の大嘗祭で用いられるものそっくりに作られていたために道長が同年の祭りの停止を命じたところ、天神が怒って報復を示唆する詫宣をしたために道長がやむなく祭りを許したことが記されている。
- 天皇が物忌を行う際には蔵人が参内して天皇に従って内裏に籠もることとなっていた。右大臣就任以降蔵人所別当を兼ねていた道長も別当として特別な事情が無い限りは参籠に参加した（別当は翌日に政務があるなどの事情がなければ参籠の義務はない）。これについて、不仲であった三条天皇の時も同様であった。これについて加納重文は「人並み以上に危険を敏感に感じる、否定的に言えば、大権勢者に似合わず神経の細かい、小心翼々たる平凡感覚の人間像」として捉え[236]、野口孝子は「大権勢者であるがゆえに故人の性格のみで禁忌に対処したのではなく、秩序維持の一つの方策としてよりよく守らなければならなかった」として公卿のトップとして責任を果たすことで自らの地位を再確認させたとしている[237]。ただし、物忌参籠と言っても単に一晩夜通しで謹慎していた訳では無く、管弦や和歌の席が設けられるなど遊興的な要素も含まれていた（物忌参籠と異なり非公式の行事でかつ費用負担も貴族や女房達の自己負担であったとされる「庚申の夜」と実態としては似た要素がある）[238]。
- 仏教（特に浄土教）に対して信仰心が厚く、最期は自らが建てた法成寺阿弥陀堂本尊前で大勢の僧侶に囲まれ極楽浄土を祈願する儀式の中で臨終の時を迎えたとされる。
- 随身のなかに、童話「金太郎」のモデルとなったとされる下毛野公時がいる[239]。
- 法成寺を建立したことから御堂関白とも呼ばれるが、実際に関白になったことはない。

## 官歴
※ 特に指示の無い限り『公卿補任』の記載による。（）は新暦換算での日付。新暦はユリウス暦で換算。
- 天元3年（980年）
  - 1月7日（1月27日）：従五位下に叙位
- 天元5年（982年）
  - 1月10日（2月6日）：昇殿を許される
- 天元6年（983年）
  - 1月27日（3月14日）：侍従に任官
- 永観2年（984年）
  - 2月1日（3月6日）：右兵衛権佐に転任
  - 4月14日（5月17日）：禁色を許される
  - 4月28日（5月31日）：東宮（のちの花山天皇こと、師貞親王）昇殿を許される
- 寛和2年（986年）
  - 2月8日（3月20日）：昇殿を許される
  - 6月23日（8月1日）：一条天皇践祚により、あらためて昇殿を許される
  - 7月23日（8月30日）：従五位上に昇叙し、蔵人に補任。右兵衛権佐如元
  - 7月27日（9月3日）：正五位下に昇叙し、蔵人・右兵衛権佐如元
  - 8月15日（9月21日）：少納言を兼任
  - 10月15日（11月19日）：左近衛少将に転任し、少納言如元
  - 11月18日（12月21日）：従四位下に昇叙し、左近衛少将如元。皇后宮御給による年爵。禁色と昇殿をあらためて許される
- 寛和3年（987年）
  - 1月7日（2月7日）：従四位上に昇叙し、左近衛少将如元
  - 1月27日（2月27日）：讃岐権守を兼任
- 永延元年（987年）
  - 7月11日（8月8日）：備前権守を兼任し、讃岐権守を去る
  - 9月4日（9月29日）：左京大夫を兼任し、左近衛少将如元
  - 9月20日（10月15日）：従三位に昇叙し、左近衛少将如元
  - 9月26日（10月21日）：左近衛少将を止むが、帯剣を許される
- 永延2年（988年）
  - 1月29日（2月19日）：権中納言に転任し、帯剣如元
- 永延3年（989年）
  - 3月4日（4月12日）：右衛門督を兼任
- 永祚2年（990年）
  - 1月7日（2月5日）：正三位に昇叙し、権中納言・右衛門督如元
  - 10月5日（10月26日）：中宮（道隆の娘で一条天皇中宮・藤原定子）大夫を兼任
- 正暦2年（991年）
  - 9月7日（10月17日）：権大納言に転任し、中宮大夫如元
- 正暦3年（992年）
  - 4月27日（5月31日）：従二位に昇叙し、権大納言・中宮大夫如元
- 長徳元年（995年）
  - 4月27日（5月29日）：左近衛大将を兼任
  - 5月11日（6月11日）：内覧宣下
  - 6月19日（7月19日）：右大臣に転任し、藤原氏長者宣下
  - 7月28日（9月10日）：蔵人所別当を兼ねる（『御堂関白記』同日条）
  - 6月20日（7月20日）：左近衛大将如元
- 長徳2年（996年）
  - 7月20日（8月6日）：正二位に昇叙し、左大臣に転任。内覧如元
  - 7月21日（8月7日）：左近衛大将如元
  - 8月9日（9月24日）：左近衛大将を辞任
- 長和4年（1015年）
  - 10月27日（12月11日）：准摂政宣下。左大臣如元
- 長和5年（1016年）
  - 1月29日（3月10日）：摂政宣下。左大臣如元
  - 12月7日（1017年1月7日）：左大臣を辞任
- 長和6年（1017年）
  - 3月16日（4月15日）：摂政を辞し、従一位に昇叙
- 寛仁元年（1017年）
  - 12月4日（12月24日）：太政大臣宣下
- 寛仁2年（1018年）
  - 2月9日（2月27日）：太政大臣を辞任
- 寛仁3年（1019年）
  - 3月21日（4月28日）：出家。法名：行観。のち、行覚と改める

## 系譜
- 父：藤原兼家 - 右大臣藤原師輔の三男
- 母：藤原時姫 - 摂津守藤原中正の娘
- 正室：源倫子 - 左大臣・源雅信の娘。
  - 長女：藤原彰子（988-1074） - 一条天皇中宮。後一条天皇・後朱雀天皇の母
  - 長男：藤原頼通（992-1074） - 摂政・関白。藤原寛子（後冷泉天皇皇后）の父。藤原嫄子（後朱雀天皇中宮）の伯父で養父。
  - 次女：藤原妍子（994-1027） - 三条天皇皇后（号中宮）。禎子内親王（後朱雀天皇皇后）の母
  - 五男：藤原教通（996-1075） - 関白、藤原歓子（後冷泉天皇皇后）の父
  - 四女：藤原威子（1000-1036） - 後一条天皇皇后（号中宮）。章子内親王（後冷泉天皇中宮）、馨子内親王（後三条天皇中宮）の母
  - 六女：藤原嬉子（1007-1025） - 後朱雀天皇東宮時代の妃。後冷泉天皇の母
- 妻：源明子 - 左大臣・源高明女、盛明親王養女
  - 次男：藤原頼宗（993-1065） - 右大臣・中御門流の祖
  - 三男：藤原顕信（994-1027） - 入道前右馬頭
  - 四男：藤原能信（995-1065） - 権大納言
  - 三女：藤原寛子（999-1025） - 敦明親王女御
  - 五女：藤原尊子（1003?-1087?） - 源師房室
  - 六男：藤原長家（1005-1064） - 権大納言・御子左家の祖
- 妾：源簾子 - 上東門院女房大納言、源扶義の娘
- 妾：源重光の娘
  - 七男：長信（1014-1072） - 東寺法務僧正
- 妾：藤原儼子 - 太政大臣・藤原為光の四女
- 妾：藤原穠子 - 太政大臣・藤原為光の五女
- 生母不明の子女
  - 女子：盛子 - 三条天皇の尚侍、女御だったと伝わる。

なお、養子・猶子となった者に実父の出家・死去によって縁戚の道長が後見を務めた源成信（致平親王の子・倫子の甥）、道長の実の孫でその昇進の便宜のために道長が養子とした信基（教通の子、後の通基）・藤原兼頼（頼宗の子）、同様のケースと考えられる道長の異母兄道綱の実子である藤原兼経・道命（四天王寺別当）兄弟が挙げられる。この他に正式な縁組は無かったものの、源経房（源高明の子、明子の実弟で道長が後見を務めた）や藤原兼隆（道兼の子）もこれに准じていたと言われている。

## 関連作品
主人公もしくは主要キャラクターの作品のみ記載。
小説
- 永井路子『この世をば』（新潮社、1984年）
- 平岩弓枝『平安妖異伝』『道長の冒険 平安妖異伝』（新潮社、2000年・2004年）
- 谷恒生『安倍晴明-陰陽宮』（小学館文庫、2000年 - 2002年）
- 髙山由紀子『源氏物語 悲しみの皇子』（文庫題『源氏物語 千年の謎』）（角川書店、2010年／角川文庫、2011年）映画化・漫画化された。
- 鳥越碧『萌がさね 藤原道長室明子相聞』（講談社、1996年／講談社文庫、2000年）

漫画
- 瀧波ユカリ『あさはかな夢みし』（講談社、2014年 - 2017年）

映画
- 『紫式部』（1939年、演：浅香新八郎）
- 『羅生門の妖鬼』（1956年、演：加賀邦男） ※役名は藤原左大臣
- 『大江山酒天童子』（1960年、演：小沢栄太郎）
- 『千年の恋 ひかる源氏物語』（2001年、演：渡辺謙）※藤原宣孝と二役
- 『源氏物語 千年の謎』（2011年、演：東山紀之）
- 『映画刀剣乱舞－黎明－』（2023年、演：柄本明）[240]

テレビドラマ
- 『紫式部絵巻』（1962年、TBS、演：松本幸四郎）
- 『源氏物語』（1965年、MBS、演：高橋幸治）
- 『陰陽師』（2015年、フジテレビ、演：和田正人）
- 『光る君へ』（2024年、NHK大河ドラマ、演：柄本佑）[241]
- 『紫式部のスマホ』（2024年、NHK総合、演：賀屋壮也（かが屋））